# Prästgården, Skeppsholmen

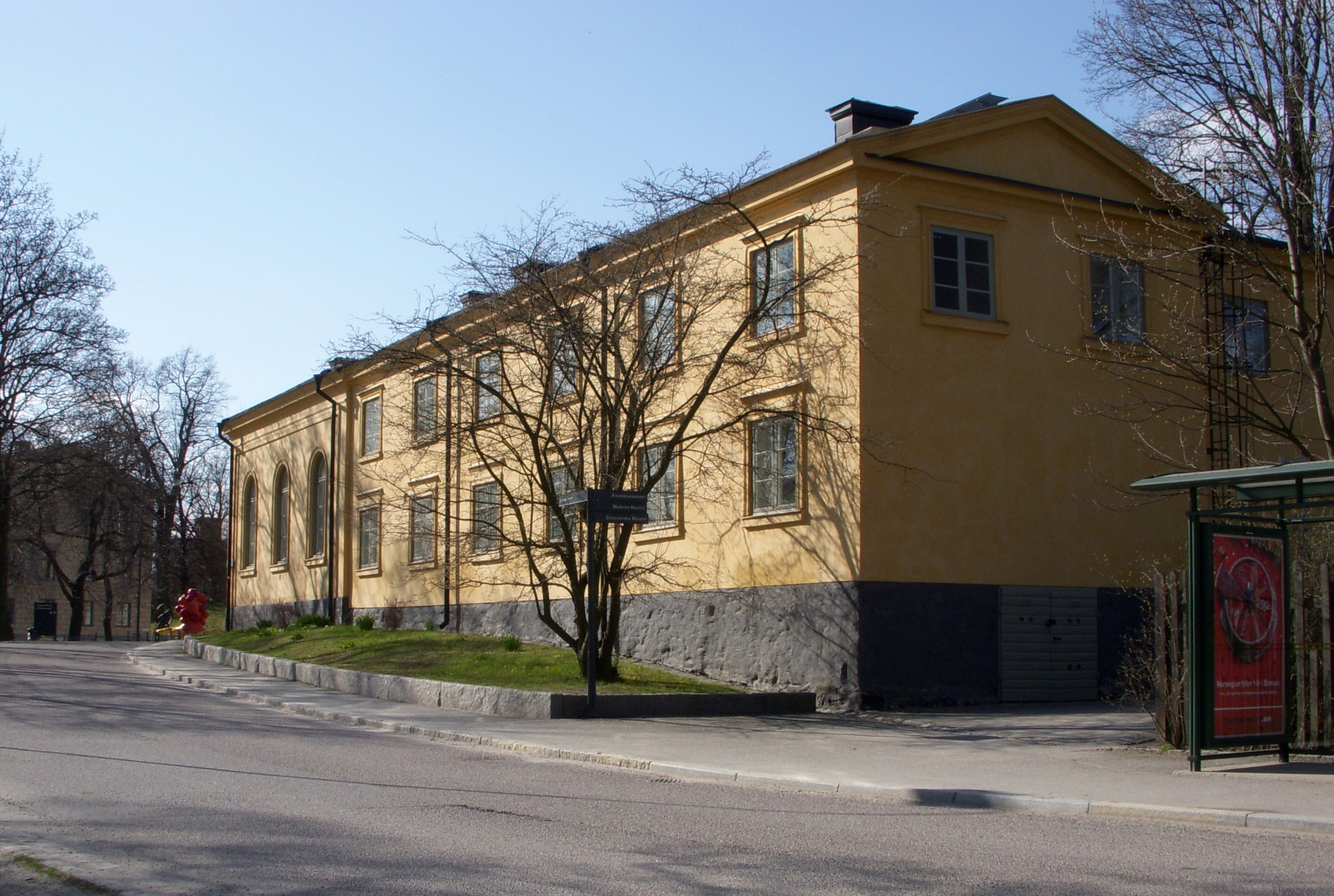
Prästgårdens fasad mot sydväst, april 2009.

Prästgården är en byggnad på Skeppsholmen i Stockholm med adress Svensksundsvägen 13, direkt intill uppgången till exercisplatsen framför Moderna museet.
Huset byggdes 1738-1739 som en enplansbyggnad och var ursprungligen ett “skaffhus för arbetsmanskapet”, alltså ett enkelt marketenteri. Det kallades även “Stenkrogen”, förmodligen beroende på att huset hade enkla stengolv. Efter mitten av 1700-talet flyttade sjöreserven in i en del av byggnaden.
Prästgården har förändrats flera gånger av flottans arkitekter Fredrik Blom och Victor Ringheim. Omkring 1840 gjordes byggnaden om till skola och till bostad för bataljonspredikanten, han var samtidigt lärare vid skolan. Sitt nuvarande utseende med två våningsplan och rundbågiga fönster fick Prästgården 1866. På 1920-talet ändrades skolverksamheten till kyrklig verksamhet. I samband med en renovering 1926-1926  blev skolsalen församlingssal medan resten av byggnaden inreddes till bostad för kyrkoherden i dåvarande Skeppsholms församling.
År 1935 blev Prästgården statligt byggnadsminne som förvaltas av Statens fastighetsverk. Nuvarande hyresgäst är Föreningen Svensk Form.